# سیارک ۷۶۳۰۹
سیارک ۷۶۳۰۹ (به انگلیسی: 76309 Ronferdie، نامگذاری:2000EX137) هفتاد و شش هزار و سیصد و نهمین سیارک کشف شده‌است که در ۱۰ مارس ۲۰۰۰ کشف شد.